# Liliana Gurdulich
Liliana Isabel Gurdulich Di Benedetto de Correa (Rosario, 10 de enero de 1948) es una ingeniera electrónica, política y feminista argentina del Partido Justicialista, que se desempeñó como senadora nacional por la provincia de Santa Fe entre 1983 y 1992. Es la vicepresidenta del Círculo de ex Legisladores.

## Biografía
Gurdulich es hija del matrimonio entre Belia Di Benedetto y Mariano Victorio Gurdulich.
Egresó de la Universidad Nacional de Rosario como ingeniera electricista con orientación en electrotecnia para posteriormente cursar el posgrado de informática en la Universidad de Roma "La Sapienza". 

## Trayectoria profesional
A su regreso de Roma, desde 1973, trabajó en la municipalidad de su ciudad natal como Secretaria de Promoción Social. En la provincia de Santa Fe se desempeñó como Asesora de Análisis de Sistema en la Empresa Instrumental y en otras industrias y organismos.
En 1985, representó al Parlamento Argentino en la «Conferencia para el Examen y Evaluación del Logro del Decenio de las Naciones Unidas para la Mujer: Igualdad, Desarrollo y Paz», que tuvo lugar en Nairobi, Kenia. En 1986 asistió a la «II Conferencia Anual de Mujeres Parlamentarias del Mundo por la Paz, sobre desarme y desarrollo», que tuvo lugar en México y en 1988, al Seminario Interamericano para la preparación de Estrategias y Participación de la Mujer en la Política. Asimismo, en 1989, acudió a la Asamblea Anual de la Comisión Interamericana (CIM/OEA); a la «3.ª. Comisión de Naciones Unidas en Consulta Interamericana sobre la violencia de la mujer y a la Convención sobre los Derechos del Niño» que tuvo lugar en Washington D. C., Estados Unidos. En el mismo año viajó a Madrid, donde intervino en la «Reunión de trabajo del Instituto Nacional de la Administración Pública».
En 1992 fue seleccionada, de entre 74 mujeres, para ser la primera integrante latinoamericana del Comité de Expertas contra toda forma de discriminación de las mujeres, durante cuatro años. Ese mismo año viajó a Caracas, Venezuela, donde asistió para el lanzamiento oficial del «Programa Bolívar: Integración Tecnológica Regional, Innovación y Competitividad Industrial». Entre 1993 y 1996, Liliana viajó a España, con motivo de las elecciones generales, y a Washington para presenciar las elecciones presidenciales de Estados Unidos.
En 1997 fue subsecretaria de Asuntos Institucionales del Ministerio del Interior, y luego fue  Secretaria de Asuntos Institucionales del Ministerio del Interior.
El 11 de diciembre de 1999, fue designada Delegada del Gobierno de la Provincia de Santa Fe en la Capital Federal.
Fue Senadora Nacional en representación de la provincia de Santa Fe como integrante del Partido Justicialista para el período 1983-1992.
Es la vicepresidenta del Círculo de ex Legisladores.
Liliana Gurdulich también fue Secretaria de Tecnología durante el breve gobierno nacional de Adolfo Rodríguez Saá en 2001.

## Polémicas
En 2006 la Cámara confirmó la falta de mérito. La investigación se basó en sus declaraciones juradas. La Cámara aclaró que la investigación debería profundizarse.